# Giardino botanico Caplez
Il giardino botanico Caplez è un giardino botanico che si trova in località Cappelluzzo, tra le frazioni di Tassara e Stadera, entrambe poste nel territorio del comune italiano di Alta Val Tidone, nell'Appennino ligure, a 730 m s.l.m. di altitudine.
É membro del Botanic Gardens Conservation International, della Società Botanica Italiana e dell’Associazione internazionale giardini botanici alpini.
Annualmente pubblica un Index Seminum, ed intrattiene rapporti con circa 350 giardini botanici localizzati in diverse parti della Terra.

## Storia
Il giardino botanico trae le sue origini negli anni ottanta del XX secolo, con l'acquisto da parte dell'avvocato Massimo Cantoni di una casa e di una serie di terreni nei pressi della località Cappelluzzo. Le caratteristiche del luogo, scarsamente urbanizzato e con una commistione di elementi naturali e creati dall'uomo spinsero quindi l'avvocato Cantoni a ideare la realizzazione di un giardino, con l'obiettivo di creare un ambiente interessante dal punto di vista della ricerca scientifica, pur mantenendo una forte connessione con le caratteristiche dell'ambiente della zona. Gli interventi per la realizzazione dell'orto ebbero inizio a partire dal 1990.
Nel decennio successivo Cantoni fu affiancato da Cristina Schindler, che assunse la carica di direttrice e che si occupò dell'organizzazione del giardino e del suo potenziamento strutturale.
L'apertura al pubblico della struttura avvenne nel 2010, dopo un'impostazione durata 20 anni.
A partire dal 2012 il giardiniere Luca Bolzoni entrò a far parte dello staff del giardino, contribuendone allo sviluppo in prima persona grazie alle proprie competenze.

## Descrizione
L'orto botanico occupa una superficie complessiva di 15000 m² su terreni calcarei.
La superficie occupata da specie vegetali si estende per 11000 m² e ospita al suo interno circa 1 800 varietà di diversa provenienza tra cui erbacee perenni come la campanula, le calcatreppole, il salvione, il cinquefoglia, la salvia, la betonica, il camedrio, la Centaurea, la Nepeta, il Penstemon, la Scutellaria, il Sedum e il Verbascum.
Sono presenti inoltre due collezioni, dedicate rispettivamente al filadelfo e alla spirea.